# Предельная эффективность капитала
Предельная эффективность капитала (англ. marginal efficiency of capital) — ставка дисконтирования, при которой цена единицы основного капитала (капитального актива) равна дисконтированной величине ожидаемого дохода от этого актива.
Термин «предельная эффективность капитала» был введён Джоном Мейнардом Кейнсом в его «Общей теории». Кейнс определял этот термин как «величину, равную той норме дисконта (rate of discount), которая уравняла бы нынешнюю стоимость ряда годовых доходов, ожидаемых от использования капитального имущества в течение срока его службы, с ценой его предложения».
Предельная эффективность капитала — это чистая норма прибыли, ожидаемая от покупки дополнительной единицы капитала. Она рассчитывается как прибыль, которую, как ожидается, получит фирма, с учётом стоимости ресурсов и амортизации капитала. На неё влияют ожидания относительно будущих затрат и спроса. Предельная эффективность капитала и капитальные затраты — это элементы, которые фирма принимает во внимание при принятии решения об инвестиционном проекте.
Для осуществления инвестиций предельная эффективность капитала должна быть выше, чем процентная ставка r. Это связано с тем, что приведённая стоимость PV будущих доходов на капитал должна быть выше стоимости капитала Ck. Эти переменные можно выразить следующим образом:
- {\displaystyle PV=\sum _{i=1}^{n}{\frac {R_{i}}{(1+r)^{i}}},} где n — количество лет, в течение которых капитал будет продуктивным, а Ri — чистая прибыль в году i;
- {\displaystyle C_{k}=\sum _{i=1}^{n}{\frac {R_{i}}{(1+MEC)^{i}}},} где Ck — первоначальные капитальные затраты; а MEC — предельная эффективность капитала.

Таким образом, для принятия решения об инвестировании необходимо, чтобы PV> Ck ; то есть MEC>r. Как следствие, обнаруживается обратная зависимость между процентной ставкой и инвестициями, то есть более высокая процентная ставка приводит к меньшим инвестициям.

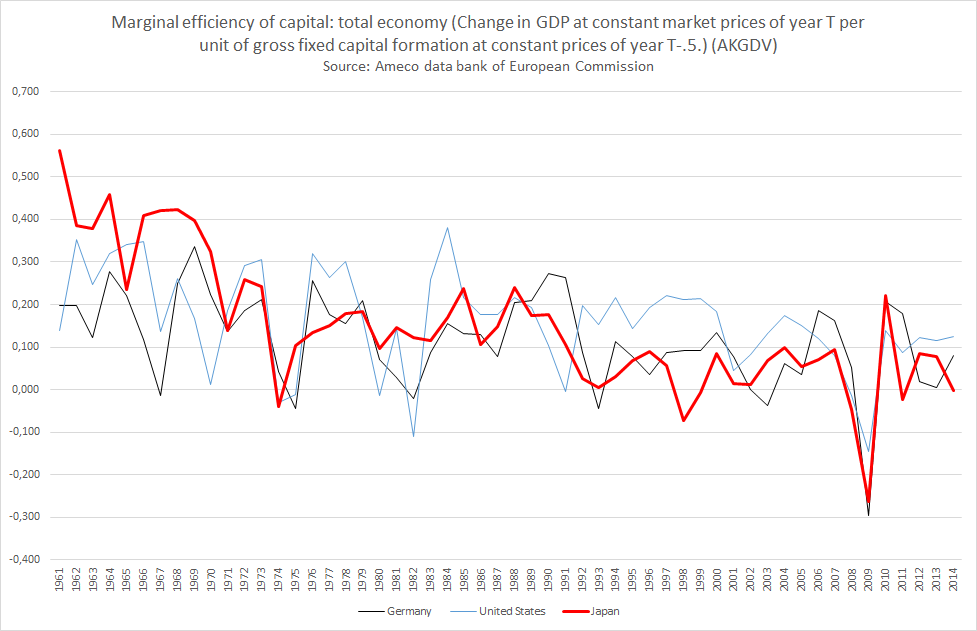
Предельная эффективность капитала, определённая в банке данных Ameco Европейской комиссии для ФРГ, США и Японии.

Европейская комиссия в соответствии с её банком данных «AMECO» (Годовые макроэкономические данные) определяет предельную эффективность капитала как «изменение ВВП, выраженного в постоянных рыночных ценах года T, в расчёте на единицу валового накопления основного капитала, выраженного в постоянных ценах года Т-0,5 [то есть с отставанием на полгода]».